# Santo António (São Roque do Pico)
Santo António é uma freguesia portuguesa do município de São Roque do Pico, na ilha do Pico, Região Autónoma dos Açores, com 31,81 km² de área e 724 habitantes (censo de 2021). A sua densidade populacional é 22,8 hab./km².

## Descrição
Esta freguesia, cuja existência remonta aos finais do século XVII, tem como padroeiro Santo António de Lisboa, santo que lhe empresta o nome. Possui um templo dedicado à evocação do referido santo, a Igreja de Santo António, composto por apenas uma torre sineira, ao contrário do que acontece com a maior parte das igrejas da ilha. Este templo, dotado por um valioso retábulo em talha dourada localizado na capela-mor, elaborado em fino corte, encontra-se entre os mais belos da ilha do Pico. Neste templo são também dignas de notas as imagens de apreciável dimensão de Santo António e do Coração de Jesus.
As ermidas existentes nesta localidade são características e dedicadas aos respectivos santos patronos, como é o caso da São Vicente e a Ermida de Santa Ana, a Capela de Santo António da Furna, a Igreja de Santo António e o Império do Divino Espírito Santo de Santo António que contribuem para a história da localidade.
Nesta freguesia é ainda de salientar a Vigia da Baleia, que se situada no Cabeço da Vigia em Santana e cuja construção data do século XX, salienta-se não tanto pela vigia em si, mas pela imensa paisagem que oferece como um horizonte de mar como limite.
Esta vigia dedicada, como o nome indica à vigia da baleia, cuja caça em tempo antigos teve grande importância para os povos da ilha do Pico apresenta-se com uma construção simples de planta rectangular, com frente facetada, onde existe um rasgo horizontal encimado por uma pala de betão armado. O acesso a esta vigia é feito por um caminho pedonal.
Igualmente de mencionar como referência é o Jardim das Furnas a que se encontra anexo um parque infantil e um parque de campismo.
Nesta localidade são de mencionar as Piscinas Naturais da Furna de Santo António que se constituem como uma das zonas balneares mais procuradas da ilha devido às suas características naturais ímpares.

## Demografia
A população registada nos censos foi:
| Distribuição da População por Grupos Etários | Distribuição da População por Grupos Etários | Distribuição da População por Grupos Etários | Distribuição da População por Grupos Etários | Distribuição da População por Grupos Etários |
| -------------------------------------------- | -------------------------------------------- | -------------------------------------------- | -------------------------------------------- | -------------------------------------------- |
| Ano                                          | 0-14 Anos                                    | 15-24 Anos                                   | 25-64 Anos                                   | > 65 Anos                                    |
| 2001                                         | 175                                          | 130                                          | 423                                          | 130                                          |
| 2011                                         | 132                                          | 130                                          | 442                                          | 111                                          |
| 2021                                         | 97                                           | 74                                           | 443                                          | 110                                          |

## Património natural
- Furna de Henrique Maciel
- Furna de Santo António

## Património construído
- Igreja de Santo António
- Império do Divino Espírito Santo de Santo António
- Ermida de Santa Ana
- Capela de Santo António da Furna
- Porto de Santo António